# Экстон, Клайв
Клайв Экстон (англ. Clive Exton; 1930—2007) — британский сценарист телевидения и кино, который написал сценарии к сериалам «Пуаро Агаты Кристи», «Дживс и Вустер» и «Розмари и Тайм».

## Ранние годы
Он родился под именем Клайв Джек Монтегю Брукс в Ислингтоне, Лондон, Англия, в семье государственного служащего. Два года провёл в Британской армии, дислоцированной в Германии. Союз актёров потребовал смены его профессионального имени, поскольку уже был зарегистрирован актёр под именем Клайв Брукс. После обучения в Центральной школе сценической речи и драматического искусства, приняв решение посвятить себя искусству, он позаимствовал имя Экстон у сэра Пирса Экстона, персонажа пьесы Уильяма Шекспира «Ричард II».
Его первая телевизионная постановка «No Fixed Abode» транслировалась Granada Television в 1959 году. Затем он участвовал в создании антологии Сидни Ньюмана «Armchair Theatre», сотрудничая с режиссёром Тедом Котчеффом.
Позже он написал несколько эпизодов для студий ATV и BBC, в том числе вместе с Томом Стоппардом серию «The Boundary» (1975) для экспериментального сериала BBC «Одиннадцатый час». Большая часть этой ранней работы в настоящее время потеряна, поскольку была сделана в то время, когда программы, записанные на ленту, регулярно стирались и телерадиопрограммы выбрасывались.
Затем Экстон отошел от написания одиночных пьес и начал писать сериалы: «Убийцы», «Концепции убийства» и «The Crezz», Ноттинг Хилл в семидесятых. Он также написал под псевдонимом М. К. Дживс сценарии двух эпизодов первого сезона сериала Терри Нэйшна «Выжившие» для BBC.
Экстон сказал, что единственный художественный фильм, который ему понравился из тех, что он когда-либо написал, это «Риллингтон Плейс, дом 10» с Ричардом Аттенборо (1971). Также он написал сценарии к фильмам «Ночь должна наступить», «Дом в кошмарном парке», «Айседора» (с Мелвином Брэггом и Ванессой Редгрейв) и «Развлекая мистера Слоуна» (по пьесе Джо Ортона). Он работал без упоминания во многих фильмах, но теперь известно, что он внёс большой вклад в сценарии «Девушка Джорджи» и «Баунти».

## Поздняя карьера
На протяжении десяти лет Экстон плодотворно работал в Голливуде. Он написал в соавторстве сценарий «Воскрешения из мёртвых» (1980) по мотивам романа Брэма Стокера «Сокровище Семи Звёзд» и приключенческого боевика «Рыжая Соня» (1985).
Вернувшись в Англию в 1986 году, Экстон обнаружил, что производство телевизионных продуктов значительно изменилось из-за появления независимых продюсеров. С одним из них, Брайаном Истмэном Экстон плотно сотрудничал и написал для него двадцать эпизодов сериала «Пуаро Агаты Кристи» с Дэвидом Суше (1989—2000), все 23 эпизода «Дживса и Вустера» с Хью Лори и Стивеном Фраем (1990—1993) и 10 эпизодов «Розмари и Тайм» (2003—2006).
Он также писал телевизионные адаптации произведений Жана Кокто, Дафны Дюморье, Грэма Грина, Сомерсета Моэма, Рута Ренделла, Жоржа Сименона и Джорджа Уэллса.
Он был дважды женат, сначала на Патрисии Флетчер Фергюсон (1951—1957), с которой у него было две дочери (Гислен Фрэнсис Крэрар Меткалф и Сара Шарлотта Монтегю-Брукс), а затем с 1957 года и до его смерти с Маргарет «Марой» Рейд, у них было трое детей, две дочери (Антигона Экстон Уайт и Пласи Локателли) и сын (Саул).
Экстон скончался в Лондоне от рака мозга 16 августа 2007 года.
Экстон редко писал для театра:
- Have You Any Dirty Washing, Mother Dear? (1970)
- Twixt (1990), Dressing Down (1995)
- Barking in Essex (2005)

Barking in Essex дебютировал в Вест-Энде в сентябре 2013 года, в главных ролях сыграли Ли Эванс, Шейла Хэнкок и Кили Хоус.